# Конвой JW-55A
Конвой JW-55A — арктический конвой времён Второй мировой войны.
JW-55A был отправлен в СССР 12 декабря 1943 года со стратегическими грузами и военной техникой из США, Канады и Великобритании из  Лох-Ю. В его состав входило 19 грузовых судов. Прикрытие конвоя осуществлялось несколькими группами кораблей союзников. 22 декабря JW 55A благополучно прибыл в Архангельск. Потерь не имел.
Был обнаружен немецкой подводной лодкой  U-386  к востоку от острова Медвежий, но не атакован.